# Kim So-hyun
Kim So-hyun (김소현?, 金所炫?, Gim So-hyeonLR, Kim SohyŏnMR; Yongin, 4 giugno 1999) è un'attrice e conduttrice televisiva sudcoreana.
Comincia a recitare all'età di sette anni, diventando nota per aver interpretato Yoon Bo-kyung da giovane nel drama storico Haereul pum-eun dal, e una ragazza che cade in disgrazia in Bogosipda. Dal 2013, presenta il programma Show! Music Core.

## Biografia
Kim So-hyun è nata in Australia. Si è trasferita in Corea del Sud nel 2003 quando aveva quattro anni. Ha un fratello più giovane. Suo padre morì quando lei aveva 9 anni. 
Kim si è trasferita dalla Hoe-ryong Elementary School di Gyeonggi-do alla Towol Elementary School e si è laureata nel febbraio 2012. Si è poi diplomata alla scuola media Yongin Munjung nel 2015. È stata istruita a casa per gli studi secondari e ha superato l'esame di maturità nel 2017. Lo stesso anno, si iscrisse al Dipartimento di Teatro dell'Università di Hanyang, attraverso un'ammissione a rotazione. Kim ha partecipato alla 79ª cerimonia di ingresso tenutasi presso l'Università Hanyang a Seongdong-gu, Seoul il 28 febbraio 2018. 
Nel 2016, secondo The Straits Times (un quotidiano in lingua inglese a Singapore), Kim So-hyun ha rivelato in un'intervista via email al giornale perché ha scelto di studiare a casa invece di iscriversi al liceo; ha detto che mentre gestiva la sua carriera di attrice, Aveva a malapena il tempo di studiare durante i suoi giorni di scuola media (il che la rendeva impreparata a sostenere gli esami) e perdeva le attività con i suoi compagni di classe, e questo accadeva anche ai tempi della scuola elementare. Kim ha scelto di studiare a casa perché non voleva rinunciare alla sua istruzione e alla sua carriera, e con questa decisione, Kim ha pensato che avrebbe potuto dedicare più tempo sia alle riprese che allo studio. 

## Vita privata
Kim soffrì di "dolori crescenti" e "periodo di transizione" dopo sette mesi di riprese di The Emperor: Owner of the Mask.Sentiva il vuoto nei suoi impegni e si sentiva a disagio anche se stava riposando. 
Nel gennaio 2018, il Comitato Organizzatore di Pyeongchang per i Giochi Olimpici e Paralimpici Invernali (POCOG) ha scelto Kim e Yoo Seong-min come Rappresentante Nazionale di Honorary Smile per rappresentare il sorriso e la gentilezza della Corea. 

## Filmografia

### Cinema
- Madang wi-ui a-i, cortometraggio (2008)
- Pagoedoen sana-i, regia di Woo Min-ho (2010)
- Uri i-us-ui beomjoe, regia di Min Byung-jin (2011)
- Spy Papa, regia Han Seung-ryong (2011)
- Naneun wang-iroso-ida, regia di Jang Kyu-sung (2012)
- The webtoon: Yeogosar-in, regia di Kim Yong-gyun (2013)
- Sunjeong, regia di Lee Eun-hee (2016)
- Deokhye ongju (덕혜옹주?), regia di Hur Jin-ho (2016)

### Televisione
- Haengbokhan yeoja – serie TV (2007)
- Que sera sera – serie TV (2007)
- Jeonseor-ui gohyang – serie TV (2008)
- Anae-wa yeoja – serie TV (2008-2009)
- Ja-myeong go – serie TV, 3 episodi (2009)
- Cheon-gug-ui a-ideul – serie TV (2009)
- Cheonmanbeon saranghae – serie TV (2009-2010)
- Buja-ui tansaeng – serie TV (2010)
- Jeppang-wang Kim Tak-gu – serie TV (2010)
- Gasinamusae – serie TV (2011)
- Jjakpae – serie TV (2011)
- Ppadam ppadam... Geu-wa geunyeo-ui simjangbakdongsori – serie TV (2011-2012)
- Haereul pum-eun dal – serie TV (2012)
- Oktapbang wangseja – serie TV (2012)
- Love Again – serie TV (2012)
- Mujakjeong family – serie TV (2012)
- Ma Boy – miniserie TV (2012)
- Bogosipda – serie TV (2012-2013)
- Iris 2 – serie TV (2013)
- Chulsaeng-ui bimil – serie TV (2013)
- Neo-ui moksoriga deullyeo – serie TV (2013)
- Susanghan gajeongbu – serie TV (2013)
- Show! Eum-ak jungsim – programma TV (2013-2014)
- Triangle – serie TV (2014)
- Reset – serie TV (2014)
- Naemsaereul boneun sonyeo (냄새를 보는 소녀) – serie TV, episodio 1-2-5 (2015)
- Who Are You: Hakgyo 2015 (후아유: 학교 2015) – serie TV (2015)
- Page Turner – miniserie TV (2016)
- Ssa-uja gwisin-a (싸우자 귀신아?) – serie TV (2016)
- Sseulsseulhago challanhasin - Dokkaebi (도깨비?) – serie TV (2016-2017)
- Gonju - Gamyeon-ui ju-in (군주-가면의 주인?) – serie TV (2017)
- Dangsin-i jamdeun sa-i-e (당신이 잠든 사이에?) – serie TV (2017)
- Radio Romance (라디오 로맨스?) – serie TV, 16 episodi (2018)
- Love Alarm (좋아하면 울리는?) – serie TV, 14 episodi (2019-2021)
- Nok-du jeon (조선로코 녹두전?) – serie TV (2019)
- Dar-ui tteuneun gang (달이 뜨는 강?) – serie TV, 20 episodi (2021)
- Soyong-eobs-eo geojinmal (소용없어 거짓말?) – serie TV (2023)
- Bravo ragazzo (굿보이?) – serie TV (2025)

### Doppiaggio
- Giovane principessa Deokhye in Your Name. (2017)

### Musical
- Dae Jang-geum (2009)

## Videografia
- Let's Walk Together - Touch (2012)
- Legend of Tears - Hi.ni (2012)
- I.Y.A.H - Boyfriend (2013)

## Riconoscimenti
- 2012 – K-Drama Star Awards
  - Miglior giovane attrice per Ma Boy
  - Miglior giovane attrice per Bogosipda

- 2012 – MBC Drama Awards
  - Miglior giovane attrice' per Haereul pum-eun dal
  - Miglior giovane attrice per Bogosipda

- 2013 – MBC Entertainment Awards
  - Rivelazione femminile dell'anno in un Varietàper Show! Music Core

- 2013 – SBS Drama Awards
  - New Star Award per Susanghan gajeongbu

| Anno | Premio                               | Categoria                                      | Serie/Film                           | Risultati  | Ref. |
| ---- | ------------------------------------ | ---------------------------------------------- | ------------------------------------ | ---------- | ---- |
| 2012 | 1st K-Drama Star Awards              | Best Young Actress                             | Bogosipda e Ma Boy                   | Vincitrice |      |
| 2012 | 5th Korea Drama Awards               | Best Young Actress                             | Moon Embracing the Sun               | Nominated  |      |
| 2012 | MBC Drama Awards                     | Popularity Award                               | Moon Embracing the Sun               | Nominated  |      |
| 2012 | MBC Drama Awards                     | Best Young Actress                             | Moon Embracing the Sun e Bogosipda   | Vincitrice |      |
| 2013 | 13th Korea Youth Film Festival       | Best Young Actress                             | Moon Embracing the Sun e Bogosipda   | Vincitrice |      |
| 2013 | MBC Entertainment Awards             | Best Female Newcomer in a Variety Show         | Show! Music Core                     | Vincitrice |      |
| 2013 | SBS Drama Awards                     | New Star Award                                 | The Suspicious Housekeeper           | Vincitrice |      |
| 2013 | 6th Herald-Donga TV Lifestyle Awards | Style Icon Rookie Award                        | N/A                                  | Nominated  |      |
| 2014 | KBS Drama Awards                     | Best Actress in a One-Act/Special/Short Drama  | Drama Special We All Cry Differently | Vincitrice |      |
| 2014 | MBC Entertainment Awards             | Most Popular Award in a Variety Show           | Show! Music Core                     | Vincitrice |      |
| 2015 | 30th Korea Best Dresser Swan Awards  | Rising Star Award                              | N/A                                  | Vincitrice |      |
| 2015 | 8th Korea Drama Awards               | Star of the Year                               | Who Are You: School 2015             | Vincitrice |      |
| 2015 | KBS Drama Awards                     | Best New Actress                               | Who Are You: School 2015             | Vincitrice |      |
| 2015 | KBS Drama Awards                     | Netizen Award, Actress                         | Who Are You: School 2015             | Vincitrice |      |
| 2015 | KBS Drama Awards                     | Best Couple Award with Nam Joo-hyuk            | Who Are You: School 2015             | Nominated  |      |
| 2015 | KBS Drama Awards                     | Best Couple Award with Yook Sung-jae           | Who Are You: School 2015             | Vincitrice |      |
| 2016 | Multimedia & Film Technology Awards  | Shining Actress Award                          | N/A                                  | Vincitrice |      |
| 2016 | KBS Drama Awards                     | Best Actress in a One-Act/Special/Short Drama  | Page Turner                          | Nominated  |      |
| 2017 | Korea Hallyu Awards                  | Popular Culture Awards                         | The Emperor: Owner of the Mask       | Vincitrice |      |
| 2017 | MBC Drama Awards                     | Top Excellence Award, Actress in a Miniseries  | The Emperor: Owner of the Mask       | Nominated  |      |
| 2017 | MBC Drama Awards                     | Popularity Award, Actress                      | The Emperor: Owner of the Mask       | Vincitrice |      |
| 2018 | 12th Soompi Awards                   | Best Couple Award with Yoo Seung-ho            | The Emperor: Owner of the Mask       | Nominated  |      |
| 2018 | K-Food Content Indonesia             | Popularity Award (Actress)                     | N/A                                  | Vincitrice |      |
| 2018 | Instagram Awards in Korea            | Emerging Celebrity                             | N/A                                  | Vincitrice |      |
| 2018 | MBC Entertainment Awards             | Excellence Award, Music/Talk Category (Female) | Under Nineteen                       | Vincitrice |      |
| 2018 | KBS Drama Awards                     | Best Couple Award with Yoon Doo-joon           | Radio Romance                        | Nominated  |      |
| 2019 | KBS Drama Awards                     | Excellence Award, Actress in a Miniseries      | The Tale of Nokdu                    | Vincitrice |      |
| 2019 | KBS Drama Awards                     | Netizen Award, Actress                         | The Tale of Nokdu                    | Nominated  |      |
| 2019 | KBS Drama Awards                     | Best Couple Award with Jang Dong-yoon          | The Tale of Nokdu                    | Vincitrice |      |
| 2020 | Brand Customer Loyalty Awards        | Actress – Trend Icon                           | N/A                                  | Vincitrice |      |

## Doppiatrici italiane
Nelle versioni in italiano dei suoi film, Kim So-hyun è stata doppiata da:
- Martina Tamburello in Love Alarm